# Gaultheria oppositifolia
Gaultheria oppositifolia är en ljungväxtart som beskrevs av Joseph Dalton Hooker. Gaultheria oppositifolia ingår i släktet Gaultheria och familjen ljungväxter. Inga underarter finns listade i Catalogue of Life.